# Esino
El río Esino (Aesis en latín) es un río de la región de las Marcas, Italia, y uno de los más importantes.

## Etimología
El nombre derivaría de la ciudad romana que se denominaba Aesis (Jesi), o según otras hipótesis sería una latinización de la divinidad céltica Eso y sería el nombre de la ciudad romana la que derivaría del nombre del río.